# Внешняя политика Сан-Томе и Принсипи
Внешняя политика Сан-Томе и Принсипи — это общий курс Сан-Томе и Принсипи в международных делах. Внешняя политика регулирует отношения Сан-Томе и Принсипи с другими государствами. Реализацией этой политики занимается министерство иностранных дел Сан-Томе и Принсипи.

## История
В 1972 году Организация африканского единства признала МЛСТП/ПСД, но до обретения независимости в 1975 году Сан-Томе и Принсипи осуществляла внешние связи через Португалию. После признания независимости Сан-Томе и Принсипи старалась наладить отношения с Восточным блоком, но неудовлетворенность объёмом оказанной помощи заставила эту страну искать других союзников. В результате президент Сан-Томе и Принсипи Мануэл Пинту да Кошта встретился с президентом Габона Омаром Бонго, что привело к улучшению отношений между странами. Мануэл Пинту да Кошта также заменил министров иностранных дел и планирования, так как они оба были убежденными левыми политиками. Почти полная зависимость Сан-Томе и Принсипи от помощи со стороны Западного мира в сочетании с разочарованием от недостаточного объёма советской помощи и улучшением отношений с африканскими соседями способствовали продолжению переориентации внешней политики.
Общий язык, традиции и колониальная история привели к тесному сотрудничеству между Сан-Томе и Принсипи и другими бывшими португальскими колониями в Африке, в частности с Анголой. Долгое время Ангола была очень важным партнером Сан-Томе и Принсипи, так как направила армейские подразделения для охраны правительства этой страны от предполагаемого военного переворота в 1978 году. В конце 1970-х годов на помощь ангольским войскам, свои подразделения на Сан-Томе и Принсипи ввела Гвинея-Бисау. Ангольские войска были выведены из Сан-Томе и Принсипи в 1991 году. Ангола получила мало дивидендов от дорогостоящей кампании в Сан-Томе и Принсипи в 1980-х годах, но взамен получила дружеский режим в этой стране.
У Сан-Томе и Принсипи сложились хорошие отношения с Нигерией в связи с взаимными нефтяными интересами. В 2003 году президент Нигерии Олусегун Обасанджо лично вмешался, чтобы предотвратить военный переворот в Сан-Томе и Принсипи. Хорошие отношения у Сан-Томе и Принсипи сложились с Габоном и Республикой Конго. В декабре 2000 года Сан-Томе и Принсипи подписал договор с Африканским союзом, который позднее ратифицировала Национальная ассамблея. Правительство Сан-Томе и Принсипи придерживается политики Движения неприсоединения и сотрудничества с любой страной, желающей содействовать экономическому развитию этого государства. В последние годы Сан-Томе и Принсипи развивает отношения с Соединёнными Штатами Америки и Западной Европой. Сан-Томе и Принсипи имеют крепкие отношения с Великобританией: экспорт Великобритании в Сан-Томе и Принсипи в 2006 году оценивался в 0,32 млн. фунтов стерлингов, а импорт Великобритании из Сан-Томе и Принсипи составил 0,13 млн фунтов стерлингов.